# فالکی (استان اشوی‌داشکسیه)
فالکی (به لهستانی: Falki) یک منطقهٔ مسکونی در لهستان است که در گمینا گنوینو واقع شده‌است.